# 高木払い
高木払い（たかぎ ばらい、1992年11月13日 - ）は、日本のお笑いタレント。ジンセイプロ所属。本名、阿部 陽平（あべ ようへい）。神奈川県出身。神奈川大学経済学部卒業。お笑いコンビ「都トム」（とトム）の元メンバー。トルティーヤ陽平（トルティーヤようへい）という名義でも活動している。

## 人物
- 身長165cm、体重59kg、B84/W82/H92、血液型はA型。
- 特技は2秒ものまね（お相撲さん「美味しいね」/インドカレー屋「バターチキン」etc）、サッカー解説者のものまね。
- 趣味はタコス作り（個人でとうもろこしの粉を輸入し、専用のプレス機でトルティーヤの皮から作る[1][2]）、サッカー、レアル・マドリードを応援すること。
- 前述の影響から、タコス芸人として「トルティーヤ陽平」という名義でも活動している。

## 略歴
神奈川大学経済学部出身。卒業後、2015年にプロダクション人力舎が運営する養成所スクールJCAへ24期生として入学する。
同期には五十嵐文香、ザ・マミィ、ターリーターキーなどがおり、スクールJCA卒業後は多くのものまねタレントが活動しているジンセイプロへの所属となる。
2022年1月14日、可児正とユニット「都トム」を結成。2023年4月5日から正式にコンビとなった事が発表されたが、2024年8月31日をもって解散。

## ものまねレパートリー
高木払い自身は、本人ではなくあくまでも友達だと主張している。
- Mr.ドーナツ伝説 咳暁夫
- 阿部強心臓
- 池上蟻キラー
- 石抜歯貴明
- ウッド鈴木
- 芋グーでぶつ蔵
- お水もぐもぐろ福蔵
- 加ん字テス藤浩次
- 湘北高校3年副キャプテン小暮君の分も
- 旅ビートたけし
- 千原セルジュニア
- 指じんじん内智則

他

## 出演

### テレビ
- ワケあり!レッドゾーン（読売テレビ）- 「トルティーヤ陽平」として『500食以上のタコスを食べたタコス命の若手芸人』に出演[8]。
- コサキン・天海の超発掘!ものまねバラエティー マネもの（フジテレビ）
- そっくりツイートGP 似すぎてジワる（TBSテレビ）- 秋山賞を受賞。
- お願い!ランキング（テレビ朝日）- 『ギャップリン』に出演。
- 水曜日のダウンタウン（TBSテレビ）- 「Mr.ドーナツ伝説 咳暁夫」として出演。